# Andrei Vizanti
Andrei Vizanti (1844-c. 1902) fue un profesor y escritor rumano.

## Biografía
Nacido en Rumanía en la década de 1840, estudió en Iași y de allí pasó a Madrid, donde se licenció en la facultad de Letras. Al regresar a su país en 1868, fue nombrado profesor de lengua y literatura rumanas en la Universidad de Iași, empleo que aún ejercía hacia 1897. Vizanti, que el 23 de marzo de 1882 había sido nombrado miembro correspondiente de la Academia Rumana, habría fallecido hacia comienzos del siglo XX.
Entre sus publicaciones se encontraron títulos como Principiul unităţii in istorie (1869), Discurs funebru la inmormintarea principelui Cuza (1873), Importanța și utilitatea invĕţătureĭ pentru popor (1874), Importanța și utilitatea studiuluĭ limbei române (1878), Constantin Negri (1881), Veniamin Costache, Mitropolitul Moldovei (1881), Abecedarul lui Gheorghe Lazar (1883), La réforme de l'enseignement public en Roumanie (1887), Era nouă (1890) y Diferite discursuri (1891).